# Christian Core
Christian Core (Savona, 5 ottobre 1974) è un arrampicatore italiano.
Pratica le competizioni di boulder e difficoltà, l'arrampicata in falesia e il bouldering.
È l'unico italiano ad aver vinto la Coppa del mondo boulder di arrampicata, per ben due volte nel 1999 e nel 2002, e anche un Campionato del mondo boulder di arrampicata nel 2003.

## Biografia
Nel 1999 tralascia la Coppa del mondo lead per dedicarsi alla appena creata Coppa del mondo boulder e ne vince la prima edizione. Nel 2002 bissa il risultato vincendo una seconda Coppa. Nel 2003 si aggiudica il Campionato del mondo boulder.
Ha aperto moltissimi boulder presso il Rifugio Barbara, a Varazze e a Triora.
Dal 2009 è sposato con l'arrampicatrice Stella Marchisio.

## Palmarès

### Coppa del mondo
|         | 1995 | 1996 | 1997 | 1998 | 1999 | 2000 | 2001 | 2002 | 2003 | 2004 | 2005 | 2006 | 2007 | 2008 | 2009 | 2010 | 2011 | 2012 |
| ------- | ---- | ---- | ---- | ---- | ---- | ---- | ---- | ---- | ---- | ---- | ---- | ---- | ---- | ---- | ---- | ---- | ---- | ---- |
| Lead    | 10   | 11   | 9    | 17   |      |      |      |      |      |      |      |      |      |      |      |      |      |      |
| Boulder |      |      |      |      | 1    | 8    | 7    | 1    | 8    | 16   | 4    | 4    | 13   | 16   | 54   | 26   | 54   | 32   |

### Campionato del mondo
|         | 1997 | 1999 | 2001 | 2003 | 2005 | 2007 | 2009 | 2011 |
| ------- | ---- | ---- | ---- | ---- | ---- | ---- | ---- | ---- |
| Lead    | 7    |      |      |      |      |      |      |      |
| Boulder |      |      | 3    | 1    | 18   | 10   | 10   | 33   |

## Statistiche

### Podi in Coppa del mondo boulder
| Stagione | 1º | 2º | 3º | Podi totali |
| -------- | -- | -- | -- | ----------- |
| 1999     | 2  | 1  |    | 3           |
| 2000     |    | 1  | 1  | 2           |
| 2001     |    | 1  |    | 1           |
| 2002     | 1  | 1  |    | 2           |
| 2003     |    |    | 1  | 1           |
| 2004     |    | 1  |    | 1           |
| 2005     |    | 1  |    | 1           |
| 2006     |    |    | 1  | 1           |
| 2010     |    |    | 1  | 1           |
| Totale   | 3  | 6  | 4  | 13          |

## Falesia
Ha scalato vie fino all'8c lavorato e l'8a a vista.

## Boulder
Ha scalato boulder fino all'8C+ lavorato e l'8A flash. Il suo boulder più difficile, Gioia a Varazze, è stato ripetuto da Adam Ondra il 6 dicembre 2011, confermando il grado di 8C+/V16. Questa linea è stata anche ripetuta dal fortissimo climber Nalle Hukkataival, e nel 2020 da Niccolò (Niki) Ceria fino ad ora sono le uniche tre ripetizioni conosciute di questo boulder, considerato uno dei più difficili al mondo.
- 8C+/V16:
  - Gioia - Varazze (ITA) - 2008 - Prima salita[7]
- 8C/V15:
  - Kimera - Rifugio Barbara (ITA) - 2006 - Prima salita[8]
- 8B+/V14:
  - Toky - Val Ellero (ITA) - 2009 - Prima salita[9]
  - New Base Line - Magic Wood (SUI) - 2006[10]
  - Beautiful mind - Albarracín (ESP) - 2006 - Prima salita[11]
  - Ajna - Varazze (ITA) - 2004 - Prima salita[12]
  - Toguro - Varazze (ITA) - 2003 - Prima salita[13]
  - Dreamtime - Cresciano (SUI) - 2003 - Quinta salita del boulder di Fred Nicole[14]
  - Taklimakam plus - Varazze (ITA) - 2002 - Prima salita[15]
  - Shadowfax - Chironico (SUI) - 2002 - Terza salita del boulder di Dave Graham[16]

## Filmografia
- i Core, my climbing family - 2012 - Regia di Angelo Poli - 45'[17][18]